# Gregor Grahovac
Gregor Grahovac (* 24. April 2000 in Ljubljana) ist ein slowenischer Sprinter, der sich auf den 400-Meter-Lauf spezialisiert hat.

## Sportliche Laufbahn
Erste internationale Erfahrungen sammelte Gregor Grahovac beim Europäischen Olympischen Jugendfestival (EYOF) 2015 in Tiflis, bei dem er in 48,56 s die Bronzemedaille über 400 Meter gewann. Im Jahr darauf schied er dann bei den erstmals ausgetragenen Jugendeuropameisterschaften ebendort mit 49,74 s in der ersten Runde aus und im Jahr darauf klassierte er sich bei den U18-Weltmeisterschaften in Nairobi mit 48,88 s auf dem achten Platz und kurz darauf schied er bei den U20-Europameisterschaften in Grosseto mit der slowenischen 4-mal-400-Meter-Staffel mit 3:16,90 min im Vorlauf aus. 2020 siegte er mit neuem slowenischen Hallenrekord von 3:12,19 min bei den Balkan-Hallenmeisterschaften in Istanbul und im Jahr darauf schied er bei den Halleneuropameisterschaften in Toruń mit 47,84 s in der Vorrunde über 400 Meter aus. Ende Juni siegte er in 3:07,35 min mit der Staffel bei den Balkan-Meisterschaften in Smederevo und anschließend schied er bei den U23-Europameisterschaften in Tallinn mit 47,24 s im Halbfinale aus und wurde im Staffelbewerb nach 3:07,22 min Fünfter. 2022 gewann er bei den Balkan-Hallenmeisterschaften in Istanbul in 3:10,47 min die Silbermedaille hinter Rumänien mit der Staffel und stellte damit einen neuen Landesrekord auf. Im Juni gewann er bei den Balkan-Meisterschaften in Craiova in 3:08,96 min die Bronzemedaille hinter den Teams aus der Ukraine und der Türkei und anschließend wurde er bei den Mittelmeerspielen in Oran in 3:05,12 min Vierter. 
2021 wurde Grahovac slowenischer Hallenmeister im 400-Meter-Lauf sowie in der 4-mal-400-Meter-Staffel. Zudem siegte er im Freien im Staffelbewerb.

## Persönliche Bestleistungen
- 200 Meter: 21,54 s (+0,3 m/s), 16. Juni 2017 in Miskolc (slowenischer U20-Rekord)
  - 200 Meter (Halle): 27. Januar 2018 in Wien
- 400 Meter: 46,71 s, 1. Juli 2021 in Velenje
  - 400 Meter (Halle): 47,46 s, 30. Januar 2021 in Wien